# Coptacra tonkinensis
Coptacra tonkinensis är en insektsart som beskrevs av Willemse, C. 1939. Coptacra tonkinensis ingår i släktet Coptacra och familjen gräshoppor. Inga underarter finns listade i Catalogue of Life.